# Lost (Fernsehserie)/Episodenliste
Diese Episodenliste enthält alle Folgen der US-amerikanischen Fernsehserie Lost, die insgesamt sechs Staffeln und 121 Folgen sowie mehrere Specials umfasst.

## Übersicht
| Staffel | Episodenanzahl | Erstausstrahlung USA | Erstausstrahlung USA | Deutschsprachige Erstausstrahlung | Deutschsprachige Erstausstrahlung |
| Staffel | Episodenanzahl | Staffelpremiere      | Staffelfinale        | Staffelpremiere                   | Staffelfinale                     |
| ------- | -------------- | -------------------- | -------------------- | --------------------------------- | --------------------------------- |
| 1       | 25             | 22. September 2004   | 25. Mai 2005         | 4. April 2005                     | 21. November 2005                 |
| 2       | 24             | 21. September 2005   | 24. Mai 2006         | 3. September 2006                 | 26. November 2006                 |
| 3       | 23             | 5. Oktober 2006      | 23. Mai 2007         | 23. März 2007                     | 17. August 2007                   |
| 4       | 14             | 31. Januar 2008      | 29. Mai 2008         | 12. Januar 2009                   | 6. April 2009                     |
| 5       | 17             | 21. Januar 2009      | 13. Mai 2009         | 9. April 2009                     | 30. Juli 2009                     |
| 6       | 18             | 2. Februar 2010      | 23. Mai 2010         | 17. März 2010                     | 7. Juli 2010                      |

## Staffel 1
| Nr. (ges.) | Nr. (St.) | Deutscher Titel     | Originaltitel                          | Erstausstrahlung USA        | Deutschsprachige Erstausstrahlung (D) | Regie            | Drehbuch                                                                                        | Zentriert auf       |
| ---------- | --------- | ------------------- | -------------------------------------- | --------------------------- | ------------------------------------- | ---------------- | ----------------------------------------------------------------------------------------------- | ------------------- |
| 1–2        | 21–2      | Gestrandet          | Pilot                                  | 22. Sep. 2004 29. Sep. 2004 | 4. Apr. 2005                          | J. J. Abrams     | Handlung: J. J. Abrams, Damon Lindelof, Jeffrey Lieber Schauspiel: J. J. Abrams, Damon Lindelof | Jack, Charlie, Kate |
| 3          | 3         | Tabula Rasa         | Tabula Rasa                            | 6. Okt. 2004                | 11. Apr. 2005                         | Jack Bender      | Damon Lindelof                                                                                  | Kate                |
| 4          | 4         | Wildschweinjagd     | Walkabout                              | 13. Okt. 2004               | 18. Apr. 2005                         | Jack Bender      | David Fury                                                                                      | Locke               |
| 5          | 5         | Das weiße Kaninchen | White Rabbit                           | 20. Okt. 2004               | 25. Apr. 2005                         | Kevin Hooks      | Christian Taylor                                                                                | Jack                |
| 6          | 6         | Die Höhle           | House of the Rising Sun                | 27. Okt. 2004               | 2. Mai 2005                           | Michael Zinberg  | Javier Grillo-Marxuach                                                                          | Sun                 |
| 7          | 7         | Der Nachtfalter     | The Moth                               | 3. Nov. 2004                | 9. Mai 2005                           | Jack Bender      | Jennifer Johnson, Paul Dini                                                                     | Charlie             |
| 8          | 8         | Der Betrüger        | Confidence Man                         | 10. Nov. 2004               | 23. Mai 2005                          | Tucker Gates     | Damon Lindelof                                                                                  | Sawyer              |
| 9          | 9         | Einzelhaft          | Solitary                               | 17. Nov. 2004               | 30. Mai 2005                          | Greg Yaitanes    | David Fury                                                                                      | Sayid               |
| 10         | 10        | Volkszählung        | Raised by Another                      | 1. Dez. 2004                | 6. Juni 2005                          | Marita Grabiak   | Lynne E. Litt                                                                                   | Claire              |
| 11         | 11        | Fährtensucher       | All the Best Cowboys Have Daddy Issues | 8. Dez. 2004                | 13. Juni 2005                         | Stephen Williams | Javier Grillo-Marxuach                                                                          | Jack                |
| 12         | 12        | Der silberne Koffer | Whatever the Case May Be               | 5. Jan. 2005                | 20. Juni 2005                         | Jack Bender      | Damon Lindelof, Jennifer Johnson                                                                | Kate                |
| 13         | 13        | Gefühl und Verstand | Hearts and Minds                       | 12. Jan. 2005               | 27. Juni 2005                         | Rod Holcomb      | Carlton Cuse, Javier Grillo-Marxuach                                                            | Boone               |
| 14         | 14        | Der Eisbär          | Special                                | 19. Jan. 2005               | 5. Sep. 2005                          | Greg Yaitanes    | David Fury                                                                                      | Michael, Walt       |
| 15         | 15        | Heimkehr            | Homecoming                             | 9. Feb. 2005                | 12. Sep. 2005                         | Kevin Hooks      | Damon Lindelof                                                                                  | Charlie             |
| 16         | 16        | Outlaws             | Outlaws                                | 16. Feb. 2005               | 19. Sep. 2005                         | Jack Bender      | Drew Goddard                                                                                    | Sawyer              |
| 17         | 17        | … In Translation    | …In Translation                        | 23. Feb. 2005               | 26. Sep. 2005                         | Tucker Gates     | Javier Grillo-Marxuach, Leonard Dick                                                            | Jin                 |
| 18         | 18        | Verfluchte Zahlen   | Numbers                                | 2. März 2005                | 10. Okt. 2005                         | Dan Attias       | Brent Fletcher, David Fury                                                                      | Hurley              |
| 19         | 19        | Deus Ex Machina     | Deus Ex Machina                        | 30. März 2005               | 17. Okt. 2005                         | Robert Mandel    | Carlton Cuse, Damon Lindelof                                                                    | Locke               |
| 20         | 20        | Schade nicht        | Do No Harm                             | 6. Apr. 2005                | 24. Okt. 2005                         | Stephen Williams | Janet Tamaro                                                                                    | Jack                |
| 21         | 21        | Ein höheres Ziel    | The Greater Good                       | 4. Mai 2005                 | 31. Okt. 2005                         | David Grossman   | Leonard Dick                                                                                    | Sayid               |
| 22         | 22        | Rastlos             | Born to Run                            | 11. Mai 2005                | 7. Nov. 2005                          | Tucker Gates     | Handlung: Javier Grillo-Marxuach Schauspiel: Edward Kitsis, Adam Horowitz                       | Kate                |
| 23         | 23        | Exodus, Teil 1      | Exodus: Part 1                         | 18. Mai 2005                | 14. Nov. 2005                         | Jack Bender      | Damon Lindelof, Carlton Cuse                                                                    | Mehrere             |
| 24/25      | 24/25     | Exodus, Teil 2/3    | Exodus: Part 2/3                       | 25. Mai 2005                | 21. Nov. 2005                         | Jack Bender      | Damon Lindelof, Carlton Cuse                                                                    | Mehrere             |

## Staffel 2
| Nr. (ges.) | Nr. (St.) | Deutscher Titel                            | Originaltitel                | Erstausstrahlung USA | Deutschsprachige Erstausstrahlung (D) | Regie             | Drehbuch                               | Zentriert auf      |
| ---------- | --------- | ------------------------------------------ | ---------------------------- | -------------------- | ------------------------------------- | ----------------- | -------------------------------------- | ------------------ |
| 26         | 1         | Glaube und Wissenschaft                    | Man of Science, Man of Faith | 21. Sep. 2005        | 3. Sep. 2006                          | Jack Bender       | Damon Lindelof                         | Jack               |
| 27         | 2         | Treibholz                                  | Adrift                       | 28. Sep. 2005        | 10. Sep. 2006                         | Stephen Williams  | Steven Maeda, Leonard Dick             | Michael            |
| 28         | 3         | Orientierung                               | Orientation                  | 5. Okt. 2005         | 10. Sep. 2006                         | Jack Bender       | Javier Grillo-Marxuach, Craig Wright   | Locke              |
| 29         | 4         | Alle hassen Hugo                           | Everybody Hates Hugo         | 12. Okt. 2005        | 17. Sep. 2006                         | Alan Taylor       | Edward Kitsis, Adam Horowitz           | Hurley             |
| 30         | 5         | Gefunden                                   | …And Found                   | 19. Okt. 2005        | 17. Sep. 2006                         | Stephen Williams  | Carlton Cuse, Damon Lindelof           | Sun, Jin           |
| 31         | 6         | Verlassen                                  | Abandoned                    | 9. Nov. 2005         | 24. Sep. 2006                         | Adam Davidson     | Elizabeth Sarnoff                      | Shannon            |
| 32         | 7         | Die anderen 48 Tage                        | The Other 48 Days            | 16. Nov. 2005        | 24. Sep. 2006                         | Eric Laneuville   | Damon Lindelof, Carlton Cuse           | Mehrere (Heckteil) |
| 33         | 8         | Kollision                                  | Collision                    | 23. Nov. 2005        | 1. Okt. 2006                          | Stephen Williams  | Javier Grillo-Marxuach, Leonard Dick   | Ana Lucia          |
| 34         | 9         | Was Kate getan hat                         | What Kate Did                | 30. Nov. 2005        | 1. Okt. 2006                          | Paul A. Edwards   | Steven Maeda, Craig Wright             | Kate               |
| 35         | 10        | Psalm 23                                   | The 23rd Psalm               | 11. Jan. 2006        | 8. Okt. 2006                          | Matt Earl Beesley | Carlton Cuse, Damon Lindelof           | Eko                |
| 36         | 11        | Jagdgesellschaft                           | The Hunting Party            | 18. Jan. 2006        | 8. Okt. 2006                          | Stephen Williams  | Elizabeth Sarnoff, Christina M. Kim    | Jack               |
| 37         | 12        | Feuer und Wasser                           | Fire + Water                 | 25. Jan. 2006        | 15. Okt. 2006                         | Jack Bender       | Edward Kitsis, Adam Horowitz           | Charlie            |
| 38         | 13        | Langer Atem                                | The Long Con                 | 8. Feb. 2006         | 15. Okt. 2006                         | Roxann Dawson     | Steven Maeda, Leonard Dick             | Sawyer             |
| 39         | 14        | Einer von ihnen                            | One of Them                  | 15. Feb. 2006        | 22. Okt. 2006                         | Stephen Williams  | Damon Lindelof, Carlton Cuse           | Sayid              |
| 40         | 15        | Mutterschutz                               | Maternity Leave              | 1. März 2006         | 22. Okt. 2006                         | Jack Bender       | Dawn Lambertsen Kelly, Matt Ragghianti | Claire             |
| 41         | 16        | Die ganze Wahrheit                         | The Whole Truth              | 22. März 2006        | 29. Okt. 2006                         | Karen Gaviola     | Elizabeth Sarnoff, Christina M. Kim    | Sun                |
| 42         | 17        | Verriegelt                                 | Lockdown                     | 29. März 2006        | 29. Okt. 2006                         | Stephen Williams  | Carlton Cuse, Damon Lindelof           | Locke              |
| 43         | 18        | Dave                                       | Dave                         | 5. Apr. 2006         | 5. Nov. 2006                          | Jack Bender       | Edward Kitsis, Adam Horowitz           | Hurley             |
| 44         | 19        | S.O.S.                                     | S.O.S.                       | 12. Apr. 2006        | 5. Nov. 2006                          | Eric Laneuville   | Steven Maeda, Leonard Dick             | Rose, Bernard      |
| 45         | 20        | Zwei für unterwegs                         | Two for the Road             | 3. Mai 2006          | 12. Nov. 2006                         | Paul A. Edwards   | Elizabeth Sarnoff, Christina M. Kim    | Ana Lucia          |
| 46         | 21        | ? (Fragezeichen)                           | ?                            | 10. Mai 2006         | 12. Nov. 2006                         | Deran Sarafian    | Damon Lindelof, Carlton Cuse           | Eko                |
| 47         | 22        | Drei Minuten                               | Three Minutes                | 17. Mai 2006         | 19. Nov. 2006                         | Stephen Williams  | Edward Kitsis, Adam Horowitz           | Michael            |
| 48/49      | 23/24     | Zusammen leben – Alleine sterben, Teil 1/2 | Live Together, Die Alone     | 24. Mai 2006         | 19. Nov. 2006 und 26. Nov. 2006       | Jack Bender       | Carlton Cuse, Damon Lindelof           | Desmond            |

## Staffel 3
| Nr. (ges.) | Nr. (St.) | Deutscher Titel              | Originaltitel              | Erstausstrahlung USA | Deutschsprachige Erstausstrahlung (D) | Regie               | Drehbuch                                                          | Zentriert auf |
| ---------- | --------- | ---------------------------- | -------------------------- | -------------------- | ------------------------------------- | ------------------- | ----------------------------------------------------------------- | ------------- |
| 50         | 1         | Die zwei Städte              | A Tale of Two Cities       | 5. Okt. 2006         | 23. März 2007                         | Jack Bender         | Handlung: Damon Lindelof Schauspiel: J. J. Abrams, Damon Lindelof | Jack          |
| 51         | 2         | Die gläserne Ballerina       | The Glass Ballerina        | 11. Okt. 2006        | 23. März 2007                         | Paul A. Edwards     | Jeff Pinkner, Drew Goddard                                        | Sun, Jin      |
| 52         | 3         | Der Auftrag                  | Further Instructions       | 18. Okt. 2006        | 30. März 2007                         | Stephen Williams    | Carlton Cuse, Elizabeth Sarnoff                                   | Locke         |
| 53         | 4         | Jeder für sich               | Every Man for Himself      | 25. Okt. 2006        | 6. Apr. 2007                          | Stephen Williams    | Edward Kitsis, Adam Horowitz                                      | Sawyer        |
| 54         | 5         | Der Preis des Lebens         | The Cost of Living         | 1. Nov. 2006         | 13. Apr. 2007                         | Jack Bender         | Alison Schapker, Monica Owusu-Breen                               | Eko           |
| 55         | 6         | Ja, ich will                 | I Do                       | 8. Nov. 2006         | 20. Apr. 2007                         | Tucker Gates        | Damon Lindelof, Carlton Cuse                                      | Kate          |
| 56         | 7         | Nicht in Portland            | Not in Portland            | 7. Feb. 2007         | 27. Apr. 2007                         | Stephen Williams    | Carlton Cuse, Jeff Pinkner                                        | Juliet        |
| 57         | 8         | Erinnerungsfetzen            | Flashes Before Your Eyes   | 14. Feb. 2007        | 4. Mai 2007                           | Jack Bender         | Damon Lindelof, Drew Goddard                                      | Desmond       |
| 58         | 9         | Fremd in fremdem Land        | Stranger in a Strange Land | 21. Feb. 2007        | 11. Mai 2007                          | Paris Barclay       | Elizabeth Sarnoff, Christina M. Kim                               | Jack          |
| 59         | 10        | Tricia Tanaka ist tot        | Tricia Tanaka Is Dead      | 28. Feb. 2007        | 18. Mai 2007                          | Eric Laneuville     | Edward Kitsis, Adam Horowitz                                      | Hurley        |
| 60         | 11        | Die Flamme                   | Enter 77                   | 7. März 2007         | 25. Mai 2007                          | Stephen Williams    | Carlton Cuse, Damon Lindelof                                      | Sayid         |
| 61         | 12        | Luftpost                     | Par Avion                  | 14. März 2007        | 1. Juni 2007                          | Paul A. Edwards     | Christina M. Kim, Jordan Rosenberg                                | Claire        |
| 62         | 13        | Der Mann aus Tallahassee     | The Man from Tallahassee   | 21. März 2007        | 8. Juni 2007                          | Jack Bender         | Drew Goddard, Jeff Pinkner                                        | Locke         |
| 63         | 14        | Exposé                       | Exposé                     | 28. März 2007        | 15. Juni 2007                         | Stephen Williams    | Edward Kitsis, Adam Horowitz                                      | Nikki, Paulo  |
| 64         | 15        | Allein                       | Left Behind                | 4. Apr. 2007         | 22. Juni 2007                         | Karen Gaviola       | Damon Lindelof, Elizabeth Sarnoff                                 | Kate          |
| 65         | 16        | Eine von uns                 | One of Us                  | 11. Apr. 2007        | 29. Juni 2007                         | Jack Bender         | Carlton Cuse, Drew Goddard                                        | Juliet        |
| 66         | 17        | Catch 22                     | Catch-22                   | 18. Apr. 2007        | 6. Juli 2007                          | Stephen Williams    | Jeff Pinkner, Brian K. Vaughan                                    | Desmond       |
| 67         | 18        | Tag der Empfängnis           | D.O.C.                     | 25. Apr. 2007        | 13. Juli 2007                         | Frederick E.O. Toye | Edward Kitsis, Adam Horowitz                                      | Sun           |
| 68         | 19        | Im Loch                      | The Brig                   | 2. Mai 2007          | 20. Juli 2007                         | Eric Laneuville     | Damon Lindelof, Carlton Cuse                                      | Locke         |
| 69         | 20        | Der Mann hinter dem Vorhang  | The Man Behind the Curtain | 9. Mai 2007          | 27. Juli 2007                         | Bobby Roth          | Elizabeth Sarnoff, Drew Goddard                                   | Ben           |
| 70         | 21        | Greatest Hits                | Greatest Hits              | 16. Mai 2007         | 3. Aug. 2007                          | Stephen Williams    | Edward Kitsis, Adam Horowitz                                      | Charlie       |
| 71/72      | 22/23     | Hinter dem Spiegel, Teil 1/2 | Through the Looking Glass  | 23. Mai 2007         | 10. Aug. 2007 und 17. Aug. 2007       | Jack Bender         | Carlton Cuse, Damon Lindelof                                      | Jack          |

## Staffel 4
| Nr. (ges.) | Nr. (St.) | Deutscher Titel             | Originaltitel                      | Erstausstrahlung USA | Deutschsprachige Erstausstrahlung (D) | Regie            | Drehbuch                            | Zentriert auf                           |
| ---------- | --------- | --------------------------- | ---------------------------------- | -------------------- | ------------------------------------- | ---------------- | ----------------------------------- | --------------------------------------- |
| 73         | 1         | Der Anfang vom Ende         | The Beginning of the End           | 31. Jan. 2008        | 12. Jan. 2009                         | Jack Bender      | Damon Lindelof, Carlton Cuse        | Hurley                                  |
| 74         | 2         | Für tot erklärt             | Confirmed Dead                     | 7. Feb. 2008         | 19. Jan. 2009                         | Stephen Williams | Drew Goddard, Brian K. Vaughan      | Faraday, Charlotte, Miles, Frank, Naomi |
| 75         | 3         | Der Ökonom                  | The Economist                      | 14. Feb. 2008        | 26. Jan. 2009                         | Jack Bender      | Edward Kitsis, Adam Horowitz        | Sayid                                   |
| 76         | 4         | Der Deal                    | Eggtown                            | 21. Feb. 2008        | 2. Feb. 2009                          | Stephen Williams | Elizabeth Sarnoff, Greggory Nations | Kate                                    |
| 77         | 5         | Die Konstante               | The Constant                       | 28. Feb. 2008        | 9. Feb. 2009                          | Jack Bender      | Carlton Cuse, Damon Lindelof        | Desmond                                 |
| 78         | 6         | Die andere Frau             | The Other Woman                    | 6. März 2008         | 16. Feb. 2009                         | Eric Laneuville  | Drew Goddard, Christina M. Kim      | Juliet                                  |
| 79         | 7         | Ji Yeon                     | Ji Yeon                            | 13. März 2008        | 23. Feb. 2009                         | Stephen Semel    | Edward Kitsis, Adam Horowitz        | Sun, Jin                                |
| 80         | 8         | Mein Name ist Kevin Johnson | Meet Kevin Johnson                 | 20. März 2008        | 2. März 2009                          | Stephen Williams | Elizabeth Sarnoff, Brian K. Vaughan | Michael                                 |
| 81         | 9         | Konturen der Zukunft        | The Shape of Things to Come        | 24. Apr. 2008        | 9. März 2009                          | Jack Bender      | Brian K. Vaughan, Drew Goddard      | Ben                                     |
| 82         | 10        | Die Operation               | Something Nice Back Home           | 1. Mai 2008          | 16. März 2009                         | Stephen Williams | Edward Kitsis, Adam Horowitz        | Jack                                    |
| 83         | 11        | Hüttenzauber                | Cabin Fever                        | 8. Mai 2008          | 23. März 2009                         | Paul A. Edwards  | Elizabeth Sarnoff, Kyle Pennington  | Locke                                   |
| 84         | 12        | Die Rückkehr, Teil 1        | There's No Place Like Home: Part 1 | 15. Mai 2008         | 30. März 2009                         | Stephen Williams | Damon Lindelof, Carlton Cuse        | Jack, Hurley, Sayid, Sun, Kate          |
| 85/86      | 13/14     | Die Rückkehr, Teil 2/3      | There's No Place Like Home: Part 2 | 29. Mai 2008         | 6. Apr. 2009                          | Jack Bender      | Carlton Cuse, Damon Lindelof        | Jack, Hurley, Sayid, Sun, Kate          |

## Staffel 5
| Nr. (ges.) | Nr. (St.) | Deutscher Titel                  | Originaltitel                        | Erstausstrahlung USA | Deutschsprachige Erstausstrahlung (D) | Regie            | Drehbuch                              | Zentriert auf |
| ---------- | --------- | -------------------------------- | ------------------------------------ | -------------------- | ------------------------------------- | ---------------- | ------------------------------------- | ------------- |
| 87         | 1         | Weil du gegangen bist            | Because You Left                     | 21. Jan. 2009        | 9. Apr. 2009                          | Stephen Williams | Damon Lindelof, Carlton Cuse          | Mehrere       |
| 88         | 2         | Die Lüge                         | The Lie                              | 21. Jan. 2009        | 16. Apr. 2009                         | Jack Bender      | Edward Kitsis, Adam Horowitz          | Hurley        |
| 89         | 3         | Die Bombe                        | Jughead                              | 28. Jan. 2009        | 23. Apr. 2009                         | Rod Holcomb      | Elizabeth Sarnoff, Paul Zbyszewski    | Desmond       |
| 90         | 4         | Der kleine Prinz                 | The Little Prince                    | 4. Feb. 2009         | 30. Apr. 2009                         | Stephen Williams | Elizabeth Sarnoff, Melinda Hsu Taylor | Kate          |
| 91         | 5         | Dieser Ort ist der Tod           | This Place Is Death                  | 11. Feb. 2009        | 7. Mai 2009                           | Paul A. Edwards  | Damon Lindelof, Carlton Cuse          | Sun, Jin      |
| 92         | 6         | 316                              | 316                                  | 18. Feb. 2009        | 14. Mai 2009                          | Stephen Williams | Damon Lindelof, Carlton Cuse          | Jack          |
| 93         | 7         | Leben und Tod des Jeremy Bentham | The Life and Death of Jeremy Bentham | 25. Feb. 2009        | 21. Mai 2009                          | Jack Bender      | Carlton Cuse, Damon Lindelof          | Locke         |
| 94         | 8         | LaFleur                          | LaFleur                              | 4. März 2009         | 28. Mai 2009                          | Mark Goldman     | Elizabeth Sarnoff, Kyle Pennington    | Sawyer        |
| 95         | 9         | Namaste                          | Namaste                              | 18. März 2009        | 4. Juni 2009                          | Jack Bender      | Paul Zbyszewski, Brian K. Vaughan     | Mehrere       |
| 96         | 10        | Deswegen bin ich hier            | He's Our You                         | 25. März 2009        | 11. Juni 2009                         | Greg Yaitanes    | Edward Kitsis, Adam Horowitz          | Sayid         |
| 97         | 11        | Zurück in die Zukunft            | Whatever Happened, Happened          | 1. Apr. 2009         | 18. Juni 2009                         | Bobby Roth       | Carlton Cuse, Damon Lindelof          | Kate          |
| 98         | 12        | Tot ist tot                      | Dead Is Dead                         | 8. Apr. 2009         | 25. Juni 2009                         | Stephen Williams | Brian K. Vaughan, Elizabeth Sarnoff   | Ben           |
| 99         | 13        | Das Imperium schlägt zurück      | Some Like It Hoth                    | 15. Apr. 2009        | 2. Juli 2009                          | Jack Bender      | Melinda Hsu Taylor, Greggory Nations  | Miles         |
| 100        | 14        | Die Variable                     | The Variable                         | 29. Apr. 2009        | 6. Juli 2009                          | Paul A. Edwards  | Edward Kitsis, Adam Horowitz          | Daniel        |
| 101        | 15        | Der Anführer                     | Follow the Leader                    | 6. Mai 2009          | 16. Juli 2009                         | Stephen Williams | Paul Zbyszewski, Elizabeth Sarnoff    | Mehrere       |
| 102/103    | 16/17     | Der Vorfall, Teil 1/2            | The Incident                         | 13. Mai 2009         | 23. Juli 2009/ 30. Juli 2009          | Jack Bender      | Carlton Cuse, Damon Lindelof          | Jacob         |

## Staffel 6
| Nr. (ges.) | Nr. (St.) | Deutscher Titel          | Originaltitel         | Erstausstrahlung USA | Deutschsprachige Erstausstrahlung (D) | Regie             | Drehbuch                                        | Zentriert auf       |
| ---------- | --------- | ------------------------ | --------------------- | -------------------- | ------------------------------------- | ----------------- | ----------------------------------------------- | ------------------- |
| 104/105    | 21/2      | Los Angeles, Teil 1/2    | LA X                  | 2. Feb. 2010         | 17. Mär. 2010/ 24. Mär. 2010          | Jack Bender       | Damon Lindelof, Carlton Cuse                    | Mehrere             |
| 106        | 3         | Taxi in die Freiheit     | What Kate Does        | 9. Feb. 2010         | 31. März 2010                         | Paul A. Edwards   | Edward Kitsis, Adam Horowitz                    | Kate                |
| 107        | 4         | Der Stellvertreter       | The Substitute        | 16. Feb. 2010        | 7. Apr. 2010                          | Tucker Gates      | Elizabeth Sarnoff, Melinda Hsu Taylor           | Locke               |
| 108        | 5         | Der Leuchtturm           | Lighthouse            | 23. Feb. 2010        | 14. Apr. 2010                         | Jack Bender       | Carlton Cuse, Damon Lindelof                    | Jack                |
| 109        | 6         | Bei Sonnenuntergang      | Sundown               | 2. März 2010         | 21. Apr. 2010                         | Bobby Roth        | Paul Zbyszewski, Graham Roland                  | Sayid               |
| 110        | 7         | Dr. Linus                | Dr. Linus             | 9. März 2010         | 28. Apr. 2010                         | Mario van Peebles | Edward Kitsis, Adam Horowitz                    | Ben                 |
| 111        | 8         | Kundschafter             | Recon                 | 16. März 2010        | 5. Mai 2010                           | Jack Bender       | Elizabeth Sarnoff, Jim Galasso                  | Sawyer              |
| 112        | 9         | Seit Anbeginn der Zeit   | Ab Aeterno            | 23. März 2010        | 12. Mai 2010                          | Tucker Gates      | Melinda Hsu Taylor, Greggory Nations            | Richard             |
| 113        | 10        | Die Fracht               | The Package           | 30. März 2010        | 19. Mai 2010                          | Paul A. Edwards   | Paul Zbyszewski, Graham Roland                  | Sun, Jin            |
| 114        | 11        | Bis ans Ende ihrer Tage  | Happily Ever After    | 6. Apr. 2010         | 26. Mai 2010                          | Jack Bender       | Carlton Cuse, Damon Lindelof                    | Desmond             |
| 115        | 12        | Alle lieben Hugo         | Everybody Loves Hugo  | 13. Apr. 2010        | 2. Juni 2010                          | Daniel Attias     | Edward Kitsis, Adam Horowitz                    | Hurley              |
| 116        | 13        | Der letzte Rekrut        | The Last Recruit      | 20. Apr. 2010        | 9. Juni 2010                          | Steve Semel       | Paul Zbyszewski, Graham Roland                  | Mehrere             |
| 117        | 14        | Der Kandidat             | The Candidate         | 4. Mai 2010          | 16. Juni 2010                         | Jack Bender       | Elizabeth Sarnoff, Jim Galasso                  | Jack, Locke         |
| 118        | 15        | Übers Meer               | Across the Sea        | 11. Mai 2010         | 23. Juni 2010                         | Tucker Gates      | Carlton Cuse, Damon Lindelof                    | Jacob, Man in Black |
| 119        | 16        | Wofür sie gestorben sind | What They Died For    | 18. Mai 2010         | 30. Juni 2010                         | Paul A. Edwards   | Edward Kitsis, Adam Horowitz, Elizabeth Sarnoff | Mehrere             |
| 120/121    | 17/18     | Das Ende, Teil 1/2       | The End               | 23. Mai 2010         | 7. Juli 2010                          | Jack Bender       | Damon Lindelof, Carlton Cuse                    | Mehrere             |
| –          | 0–        | Der neue Mann            | The New Man in Charge | 24. Aug. 2010 (DVD)  | 2. Dez. 2010 (DVD)                    | Paul A. Edwards   | Melinda Hsu Taylor, Graham Roland, Jim Galasso  | Keinen              |

## Mobisodes:Lost: Missing Pieces
13 zwei- bis dreiminütige Clips oder Mobisodes wurden für Mobilfunkgeräte produziert und zwischen der dritten und vierten Staffel veröffentlicht. Sechs Tage nach der Handy-Veröffentlichung konnten sie auf ABC.com gesehen werden. „Prod. code“ steht für „Produktionscodenummer“ und gibt an, in welcher Reihenfolge die Episoden gedreht wurden.
| Nr. | Originaltitel                               | Erstausstrahlung USA | Regie       | Drehbuch                     | Zentriert auf                    | Prod. Code |
| --- | ------------------------------------------- | -------------------- | ----------- | ---------------------------- | -------------------------------- | ---------- |
| 1   | The Watch                                   | 7. Nov. 2007         | Jack Bender | Carlton Cuse                 | Jack & Christian                 | 107        |
| 2   | The Adventures of Hurley and Frogurt        | 13. Nov. 2007        | Jack Bender | Edward Kitsis, Adam Horowitz | Hurley & Frogurt                 | 103        |
| 3   | King of the Castle                          | 20. Nov. 2007        | Jack Bender | Brian K. Vaughan             | Jack & Ben                       | 101        |
| 4   | The Deal                                    | 26. Nov. 2007        | Jack Bender | Elizabeth Sarnoff            | Michael & Juliet                 | 110        |
| 5   | Operation: Sleeper                          | 3. Dez. 2007         | Jack Bender | Brian K. Vaughan             | Jack & Juliet                    | 106        |
| 6   | Room 23                                     | 11. Dez. 2007        | Jack Bender | Elizabeth Sarnoff            | Ben & Juliet                     | 104        |
| 7   | Arzt & Crafts                               | 17. Dez. 2007        | Jack Bender | Damon Lindelof               | Hurley, Jin, Sun, Michael & Arzt | 112        |
| 8   | Buried Secrets                              | 24. Dez. 2007        | Jack Bender | Christina M. Kim             | Jin, Sun & Michael               | 105        |
| 9   | Tropical Depression                         | 31. Dez. 2007        | Jack Bender | Carlton Cuse                 | Michael & Arzt                   | 111        |
| 10  | Jack, Meet Ethan. Ethan? Jack.              | 7. Jan. 2008         | Jack Bender | Damon Lindelof               | Jack & Ethan                     | 102        |
| 11  | Jin Has a Temper-Tantrum on the Golf Course | 14. Jan. 2008        | Jack Bender | Drew Goddard                 | Hurley, Jin & Michael            | 108        |
| 12  | The Envelope                                | 21. Jan. 2008        | Jack Bender | J. J. Abrams, Damon Lindelof | Juliet & Amelia                  | 109        |
| 13  | So It Begins                                | 28. Jan. 2008        | Jack Bender | Drew Goddard                 | Jack, Christian & Vincent        | 113        |

## Specials
| Episode # | Titel                            | Erstausstrahlung USA | Deutschsprachige Erstausstrahlung | Erzähler                                                       | Zwischen                                             | Info                                                                                        |
| --------- | -------------------------------- | -------------------- | --------------------------------- | -------------------------------------------------------------- | ---------------------------------------------------- | ------------------------------------------------------------------------------------------- |
| 01        | Lost: The Journey                | 27. Apr. 2005        | 30. Okt. 2005                     | Brian Cox Evangeline Lilly & Dominic Monaghan in Australien    | Episode 20 und 21                                    | Abgedeckte Zeitspanne: Tag 1 bis 42                                                         |
| 02        | Destination Lost                 | 21. Sep. 2005        | 3. Sep. 2006 (ATV)                | Peter Coyote                                                   | Staffelfinale Staffel 1 und Staffelauftakt Staffel 2 | Abgedeckte Zeitspanne: Tag 1 bis 45                                                         |
| 03        | Lost: Revelation                 | 11. Jan. 2006        | 8. Okt. 2006 (ATV)                | Peter Coyote Veranstaltet von J. J. Abrams in Australien       | Episode 34 und 35                                    | Abgedeckte Zeitspanne: Tag 1 bis 49                                                         |
| 04        | Lost: Reckoning                  | 26. Apr. 2006        | 16. Jan. 2007                     | Peter Coyote                                                   | Episode 44 und 45                                    | Abgedeckte Zeitspanne: Tag 1 bis 62                                                         |
| 05        | Lost: A Tale of Survival         | 27. Sep. 2006        | 18. Mär. 2007                     | Michael Emerson                                                | Staffelfinale Staffel 2 und Staffelauftakt Staffel 3 | Abgedeckte Zeitspanne: 3 Jahre vorher bis Tag 65                                            |
| 06        | Lost Survivor Guide              | 7. Feb. 2007         | –                                 | Kyle MacLachlan Veranstaltet von Damon Lindelof & Carlton Cuse | Episode 55 und 56                                    | Abgedeckte Zeitspanne: unbekannte bis Tag 73                                                |
| 07        | Lost: The Answers                | 17. Mai 2007         | 10. Aug. 2007                     | Kyle MacLachlan Veranstaltet von Damon Lindelof & Carlton Cuse | Episode 70 und Staffelfinale Staffel 3               | Kommentare und Antworten zu bestimmten offenen Fragen                                       |
| 08        | Lost: Past, Present & Future     | 31. Jan. 2008        | 7. Juni 2008                      | Michael Emerson                                                | Staffelfinale Staffel 3 und Staffelauftakt Staffel 4 | Abgedeckte Zeitspanne: Tag 1 bis 91 sowie einige Rückblenden                                |
| 09        | Lost: Destiny Calls              | 21. Jan. 2009        | 9. Apr. 2009                      | Doug Hutchison Veranstaltet von Damon Lindelof & Carlton Cuse  | Staffelfinale Staffel 4 und Staffelauftakt Staffel 5 | Abgedeckte Zeitspanne: Tag 91 bis 108 (die Geschichte der Oceanic 6)                        |
| 10        | Lost: The Story of the Oceanic 6 | 22. Apr. 2009        | 9. Juli 2009                      | Nestor Carbonell                                               | Episode 99 und 100                                   | Abgedeckte Zeitspanne: Tag 1 bis 42                                                         |
| 11        | Lost: A Journey in Time          | 13. Mai 2009         | 23. Juli 2009                     | Michael Emerson Veranstaltet von Damon Lindelof & Carlton Cuse | Episode 101 und Staffelfinale Staffel 5              | Thema: Zeitreisen                                                                           |
| 12        | Lost: Final Chapter              | 2. Feb. 2010         | 17. Mär. 2010                     | Michael Emerson                                                | Staffelfinale Staffel 5 und Staffelauftakt Staffel 6 | Abgedeckte Zeitspanne: Tag 1 bis zur Gegenwart sowie Rück- und Vorausblenden und Zeitreisen |
| 13        | Lost: The Final Journey          | 23. Mai 2010         | 7. Juli 2010                      | Titus Welliver                                                 | Episode 119 und Serienfinale                         | Thema: Finale der Serie                                                                     |